# Paolo Dezza
Paolo Dezza, S.J. (Parma, 13 de desembre de 1901 – Roma, 17 de desembre de 1999) va ser un cardenal jesuïta que va dirigir la Pontifícia Universitat Gregoriana durant el pontificat del papa Pius XII, a qui va ajudar amb la preparació del dogma de l'Assumpció de Maria. Va ser confessor de Pau VI i Joan Pau I. Va ser professor de Joan Pau II.
El 1981, després que el superior general Pedro Arrupe patís un infart debilitant, Joan Pau II va nomenar Dezza i un ajudant, el pare (després arquebisbe) Giuseppe Pittau, per encapçalar l'ordre dels jesuïtes. El 1991, Dezza va ser creat cardenal per Joan Pau II com agraïment pels seus serveis a l'Església i pel seu treball com a teòleg i president de la universitat.

## Biografia
Amb setze anys, Dezza va ingressar a l'ordre dels jesuïtes el 2 de desembre de 1918. Va estudiar a Madrid, Nàpols i Innsbruck. El 25 de març de 1928 va ser ordenat sacerdot. Un estudiós brillant, va ser nomenat professor de filosofia a la Universitat gregoriana, però va haver de passar diversos anys a Suïssa a causa de complicacions sanitàries. El 1935 va ser nomenat provincial per la regió de Venècia i Milà; El 1941, va ser nomenat cap de la Universitat gregoriana. Amb Robert Leiber, Augustin Bea, Otto Faller, G. Hentrich i R.G. de Moos, va ajudar en la preparació del dogma de l'Assumpció de Maria.
El 1945, va batejar Israel Zolli, el rabí en cap de Roma i cap de la comunitat jueva, que, en reconeixement de les intervencions del papa Pius XII per als jueus a Roma durant l'ocupació alemanya, va prendre el nom d'Eugenio. Eugenio Zolli va treballar la resta de la seva vida a la Universitat gregoriana. Dezza hauria sigut un dels principals candidats a les eleccions per a un nou general jesuïta el 1946. A partir de 1951 va dirigir com a secretari general la Federació Internacional d'Universitats Catòliques (FIUC). Va ser confessor de dos papes, Pau VI i Joan Pau I. Arribava al Vaticà tots els divendres a les set del vespre. Les úniques paraules que va pronunciar sobre el seu llarg servei al papa Pau VI durant el pontificat van ser «que aquest papa és un home de gran alegria».
Després de la mort de Pau VI, Dezza es va manifestar més i va dir que «si Pau VI no era un sant quan va ser elegit papa, se'n va convertir en un durant el seu pontificat. Vaig poder presenciar no només amb quina energia i dedicació va tractar Crist i l'Església, però també i sobretot de la quantitat que va patir per Crist i per l'Església. Sempre vaig admirar no només la seva profunda renúncia interior, sinó també el seu abandonament constant a la providència divina»
El 1981, el superior general dels Jesuïtes, Pedro Arrupe, va patir un ictus. Els jesuïtes van designar al seu vicari general, Vincent O'Keefe, per dirigir l'ordre fins que es pogués trobar un successor. El papa, en una decisió molt insòlita, va intervenir i va nomenar en canvi el pare Dezza com a delegat pontifici especial per exercir de líder interí dels jesuïtes. El papa coneixia personalment Dezza, car aquest havia estat professor seu. Com a estudiant al Col·legi belga de Roma després de la guerra, havia assistit a conferències de Dezza a la Pontifícia Universitat gregoriana. El 1983, a la 33a Congregació General, els jesuïtes van elegir Peter Hans Kolvenbach, un acadèmic neerlandès, com a nou superior superior a la primera votació.
El papa va elevar Dezza, de 89 anys, al cardenalat el 1991 com a cardenal diaca de Sant'Ignazio di Loyola in Campo Marzio. El 1999, el papa va celebrar la missa funerària en què va dir:
| «             | El meu venerable predecessor Pau VI, durant anys molt difícils per a l'Església i per a la Companyia de Jesús, trobà en el Pare Deza el servent de Crist, l'autèntic jesuïta, l'home espiritual amb el savi consell del qual podia confiar en les dificultats de la seva elevada missió. Jo mateix el vaig crear un delegat papal especial per a la Companyia de Jesús en una fase important de la seva història. Servir a Crist en la persona del seu vicari: el precepte de Sant Ignasi era l'ideal que va inspirar tota la vida del tardà cardenal en les seves perspectives fidels, solidàries, intel·ligents i prudents, generoses i imparcials. Sabia de les falles que hi havia a l'Església i en els seus homes, però amb dedicació solidària, plena d'amor i fe, va ajudar a alleujar els seus efectes, treballant per a l'autèntica renovació de l'Església. | » |
| — Joan Pau II | |   |

Dezza està enterrat a l'església de Sant'Ignazio a Roma, a prop de la tomba de Robert Bellarmino.

## Publicacions selectes
- Adnotationes in tractatum de ontologia. - Roma, 1930
- La filosophia del christianesimo. -Milà, 1949
- Metaphysica generalis. - Roma, 1964